# Giuseppe Pedroli
Giuseppe Pedroli (* 7. Juli 1836 in Mailand; † 7. Dezember 1894 in Bern, heimatberechtigt in Brissago) war ein Schweizer Ingenieur der ETH Zürich, Tessiner Grossrat und  Staatsrat.

## Biografie
Giuseppe Pedroli war Sohn des Arztes Carlo und seiner Frau Marianna geborene Cristofori. Er blieb ledig und 1862 schloss er sein Ingenieurstudium an der Eidgenössischen Technischen Hochschule in Zürich ab. Er war radikal-liberaler Abgeordneter im Tessiner Grossrat von 1867 bis 1871 und von 1883 bis 1889, sowie Staatsrat von 1871 bis 1875, Leiter des Departements für öffentliche Bauten.
Nach seiner Tätigkeit als Freiberufler und Bezirksingenieur im Kanton Tessin war er verantwortlich für die Sicherheit beim Bau des Gotthardtunnels von 1872 bis 1880. Er war Präsident des Konsortiums für die Ticino-Korrektion, der Tessiner Sektion des Schweizerischen Ingenieur- und Architektenvereins von 1884 bis 1896, Mitglied des Verwaltungsrats der Banca Popolare Ticinese und Präsident der Fabbrica Tabacchi von Brissago.